# Chrysometa obscura
Chrysometa obscura là một loài nhện trong họ Tetragnathidae.
Loài này thuộc chi Chrysometa. Chrysometa obscura được miêu tả năm 1945 bởi Bryant.